# Tonio Fenech
Antonio (Tonio) Fenech (ur. 5 maja 1969) – maltański polityk i ekonomista, parlamentarzysta, w latach 1998–2003 burmistrz Birkirkara, w latach 2008–2013 minister finansów.

## Życiorys
Jego ojciec Joe Fenech również był politykiem i od 1992 do 1995 ministrem sprawiedliwości. W 1987 ukończył szkołę średnią w Birkirkarze. Studiował zarządzanie i księgowość na Uniwersytecie Maltańskim, w 1992 uzyskując magisterium. Pracował jako audytor i menedżer w przedsiębiorstwie PricewaterhouseCoopers.
Został działaczem Partii Narodowej, od 1999 należał do jej władz krajowych. Od 1996 zasiadał w radzie miejskiej Birkirkary, od 1998 do 2003 zajmował stanowisko jej burmistrza. W 2003 po raz pierwszy wybrano go do Izby Reprezentantów, uzyskiwał reelekcję w 2008 i 2013. Od maja 2003 do marca 2004 pozostawał obserwatorem w Parlamencie Europejskim (należał do Europejskiej Partii Ludowej), następnie objął funkcję sekretarza stanu w resorcie finansów. Od 11 marca 2008 do 10 marca 2013 zajmował stanowisko ministra finansów, ekonomii i inwestycji w rządzie Lawrence Gonziego. W 2017 nie ubiegał się o reelekcję do parlamentu, pracował następnie jako doradca biznesowy i dyrektor przedsiębiorstw.

## Życie prywatne
Od 1998 żonaty z Claudine, ma dwoje dzieci.